# Universidade Técnica de Dresden
A Universidade Técnica de Dresden (em alemão: Technische Universität Dresden - TUD) é uma universidade localizada em Dresden, na Alemanha. Com mais de 36.000 estudantes, é a maior Universidade do estado da Saxônia e a maior Universidade Técnica da Alemanha. Sua oferta de estudos supera a de outras universidades de seu tipo, como a Universidade Técnica de Berlim ou a Universidade Técnica de Munique, as quais, no entanto, se centram mais nas assinaturas puramente técnicas. Com 126 carreiras, é uma das ofertas mais amplas da Alemanha.
Ainda há a denominação Universidade Técnica de Dresden (UTD) existe apenas desde 1961, a historia da universidade se remota 200 anos no passado. Por este é uma das escolas técnicas e uma das universidades mais antigas da Alemanha. Desde 2001 pertence ao grupo das 9 universidades técnicas mais importantes da Alemanha TU9.
Além de, dentro da Exzellenzinitiative (programa que promove a investigação de alto nível e a melhora das universidades alemãs e instituições de investigação), popularizada a partir do conceito de Universidade de Élite, se fomenta na Universidade de Dresden um Exzellenzcluster (grupo que fomenta a investigação e cooperação a nível mundial entre as entidades participantes) e uma Graduiertenschule (escola baseada no principio do ensino sobressalente para jovens estudantes de doutorado).